# Bokö-Askö naturreservat
Bokö-Askö är ett naturreservat i Trosa kommun i Södermanlands län.
Området är naturskyddat sedan 1975 och är 272 hektar stort. Reservatet omfattar södra delen av ön Bokö med kringliggande småöar kobbar och vattenytor. Det består av tallskogar på höjderna, barr- och lövskogar i de låglänta markerna samt tidigare hagar och ängar med gamla träd i form av ekar, askar